# Teräväiset
Teräväiset är en ö i Finland. Den ligger i sjön Vesijärvi och i kommunen Hollola i den ekonomiska regionen  Lahtis ekonomiska region  och landskapet Päijänne-Tavastland, i den södra delen av landet, 110 km norr om huvudstaden Helsingfors. Öns area är 1,1 hektar och dess största längd är 180 meter i sydöst-nordvästlig riktning.